# はがき
はがき（葉書、端書、英: Postcard）は、手紙の形態の一つ。郵便葉書の略。片仮名で「ハガキ」と書く場合もある。

## 形式

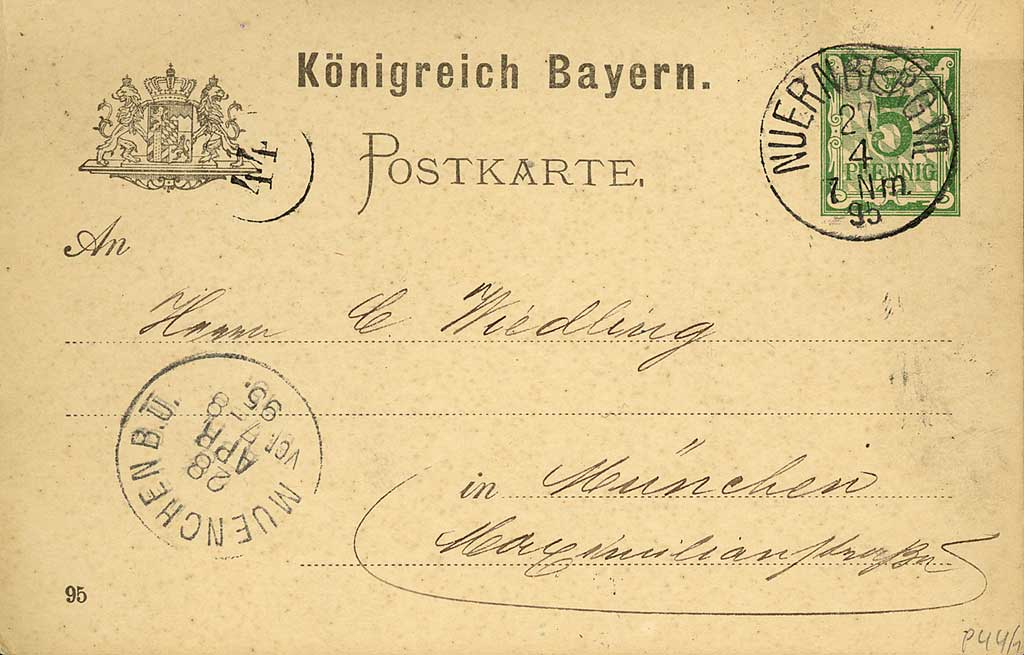
1895年のバイエルン王国のはがき（宛先の記名面、メッセージは裏面）

はがきは宛先と本文を一枚の厚めの紙に書いて、封筒に入れずにそのまま送付する形式の手紙である。日本では、はがきに85円切手（往復はがきは170円）を貼って郵便局もしくはポストから投函するのが一般的である。なお官製はがきなどすでに切手が印刷されているはがきもある。（後述）

### 規格
日本、アメリカ合衆国、ドイツなどでは「はがき」に一定の規格・様式を設けており、郵便物の一つの区分になっている。一方、イギリス、フランス、イタリアなどでは「はがき」は通常の書状（または小型書状）と同じ扱いであり、別の区分にはなっていない。

### 作成者
郵便事業は通常、国家事業や公社的事業であり、国家または公社（もしくは公社に準ずる事業体）が発行する郵便はがきと、民間の印刷業者などが発行する郵便はがきの2種類が存在することがある。前者は「官製はがき」、後者は「私製はがき」と通称される。これらの言葉は例えば1945年の第89回帝国議会における衆議院委員会の議事録にその使用例が見える（堀切善次郎内務大臣、田村秀吉衆院議員の発言にみられる）。2007年に民営化が行われた日本郵便は従来の官製はがきを「日本郵便株式会社製はがき」などと呼称する場面もみられるが、一般的ではない。
郵便局やコンビニなどで購入できる場合「官製はがき」が多く、はがきの表面に切手と同等の効力を持つ額面が記載された「料額印面」が印刷されており、これが料金支払済みであることを示す。この場合、郵便切手を貼る必要はなくそのまま出すことができる。郵便料金改定前の古い官製はがきでも、差額分の切手を貼ることで使用することができる。なお、この料額印面を切り取って私製はがきに貼ることはできない。他方、「私製はがき」には、そのような印面は印刷されておらず、料金分の切手を購入し、四角い枠で囲まれた切手貼り付けスペースに貼り付けなければならない。1895年のバイエルン王国の郵便はがきである右の写真を一例に説明すると、右上の料額印面はニュルンベルク（NUERNBERG）の4月27日の消印で抹消され、左下には、4月28日付けのミュンヘン（MUENCHEN）の到着印が押されている。
アメリカ英語では、官製はがきをpostal card、私製はがきをpost cardと呼ぶが、イギリス英語では両者共にpost cardと呼んでいる。

### プライバシー
はがきは基本的には封書と異なり、カード状となっているので、通信内容が他人に読み取られ得る状態で配達される。企業が発送する請求書・領収書など、プライバシー保護などの理由で内容を秘匿したいものは、従来は封書で発送されていたが、近年では郵送費の節減を目的として、はがきを利用するケースが増加している。この場合、記載事項が見えないようにするため、目隠しシールを貼ったはがきや薄く張り合わせた接着はがき（「圧着ハガキ」や「封緘葉書」（ふうかんはがき）と通称される）を使用する。一般家庭や個人商店用に封緘葉書を作成できるキットもある。ただし、郵便局員には守秘義務があるので、業務上知り得た情報は在職中はもちろん、退職後も人に漏らすことは郵便法第8条で禁止されている。

### 往復はがき
往信用はがきと返信用はがきとの2枚をつなげた往復はがきがある。通常の郵便料金2枚分（85円×2）の170円で販売している。発信人は半分に折って往信用はがきに宛先を書いて投函し、受取人は中央で切り離して返信用はがきを送り返すことができる。
日本では、往信用はがきの宛名面の右側に返信用はがきの文面の左端がつながる。
折った内側となる返信用はがきの宛名面には返信先の住所氏名を記入しておくが、自分宛となるため宛名には「宛」または「行」と記載しておくのが一般的である。なお、受取人が返信する際は「宛」や「行」を取り消し線で消して横に「様」や「御中」と記載するのが一般的である。
返信を必要とする会合の通知などによく用いられる。また、ダイレクトメールなどを往復はがきの形式で送付する場合、返信用はがきを料金受取人払で送付することで返信がなかった分の郵送料金を負担しなくてもよい。

## 語源
「はがき」は「はしがき」、つまり「端・書き」から派生した言葉で「端書」・「羽書」とも書かれた。古文書学においては文書料紙の右端を「端」と称し、端部分には「端書」（はしがき）と呼ばれる覚え書き・メモ等が記されていることが多いことから、もともと「端書」は紙片等に書き付けた覚え書き、また覚え書き等を書き付けた当の紙片等をも意味した（紙片に記したメモを文書に貼り付けたものは、付箋や押紙などと呼ぶこともある）。江戸時代には、金銭関係の催促状や通知文書が、「端書」と呼ばれた。明治時代に郵便制度が出来てからは、もっぱら「郵便はがき」の意味で使われ始め「葉書」という表記が一般になったとされる。そのため、今日はがきといえば一般的に「郵便はがき」のことを指すが、「葉書」は当て字であり、「端」の代わりに「葉」を使う理由については、「タラヨウ（多羅葉）」の木から「葉書」の「葉」が来た、など諸説あり、確かなことは分かっていない。

## 日本におけるはがき

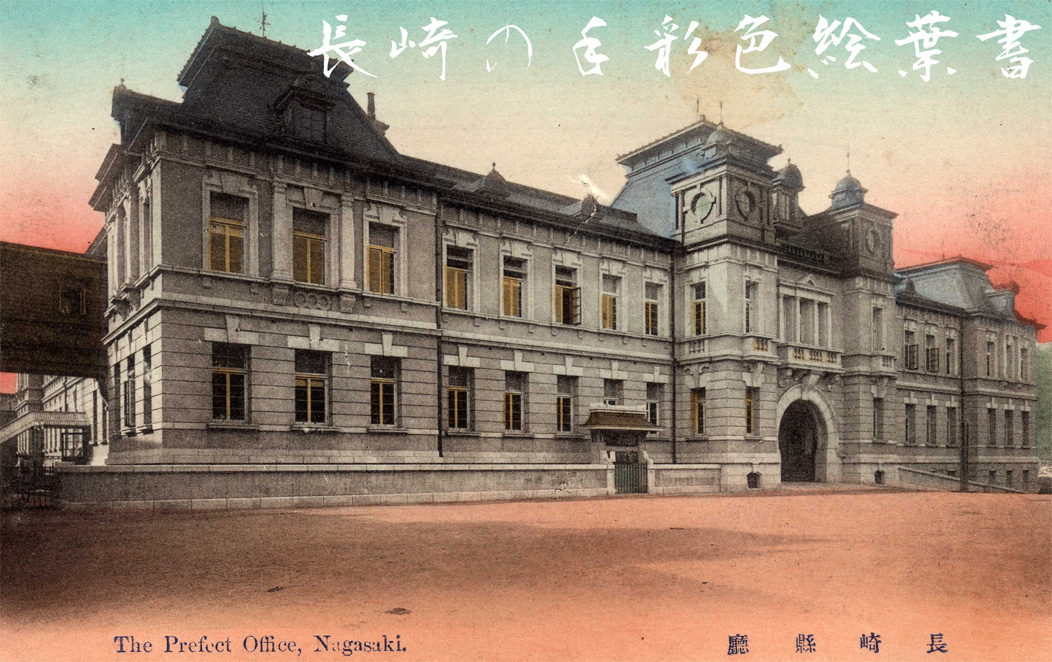
はがき前面、長崎県庁、明治時代

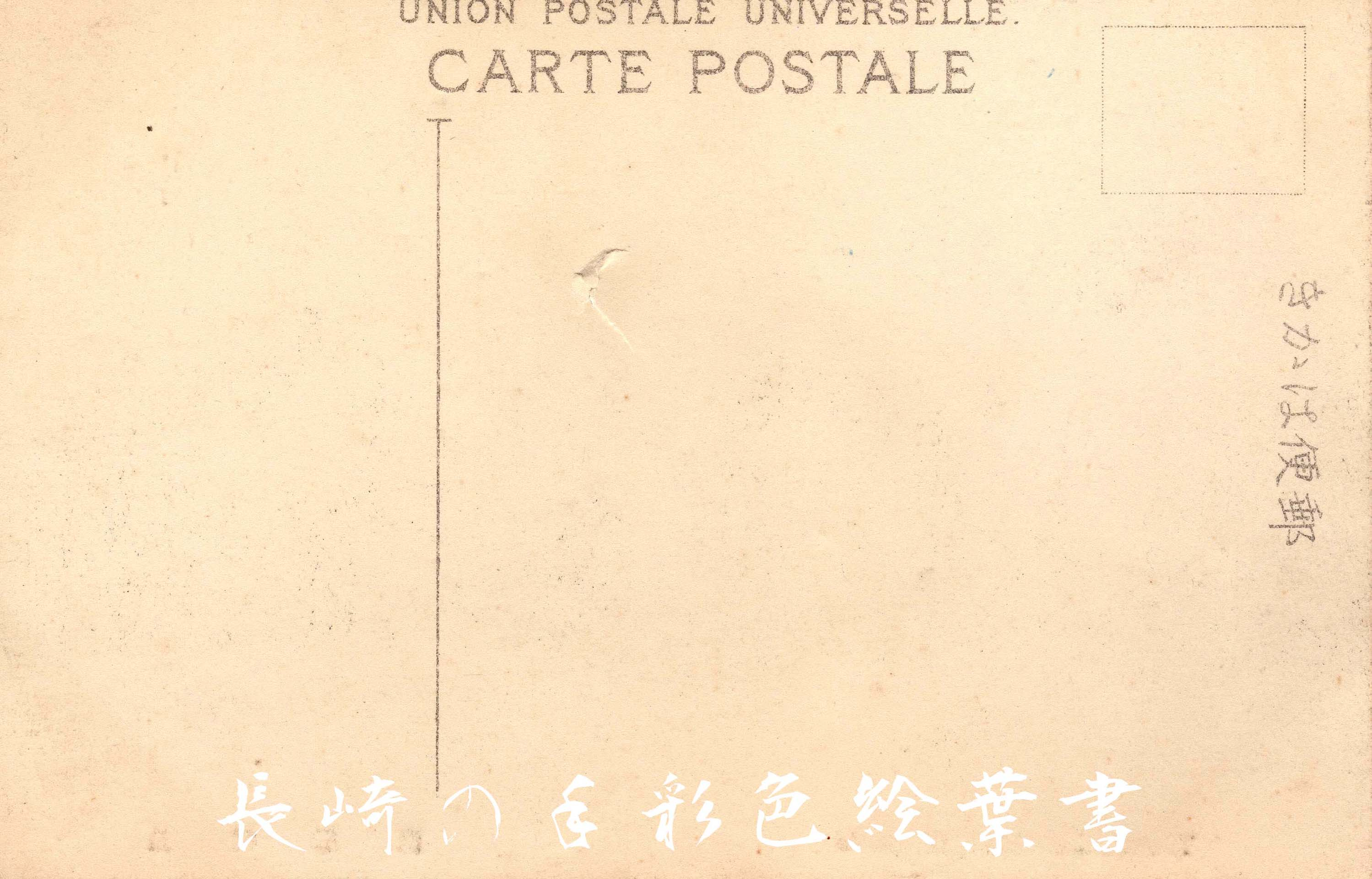
はがき裏面

日本では郵便はがきは第二種郵便物に区分されており（郵便法第21条第1項）、封書などの第一種郵便物よりも安価な郵便料金が適用される。

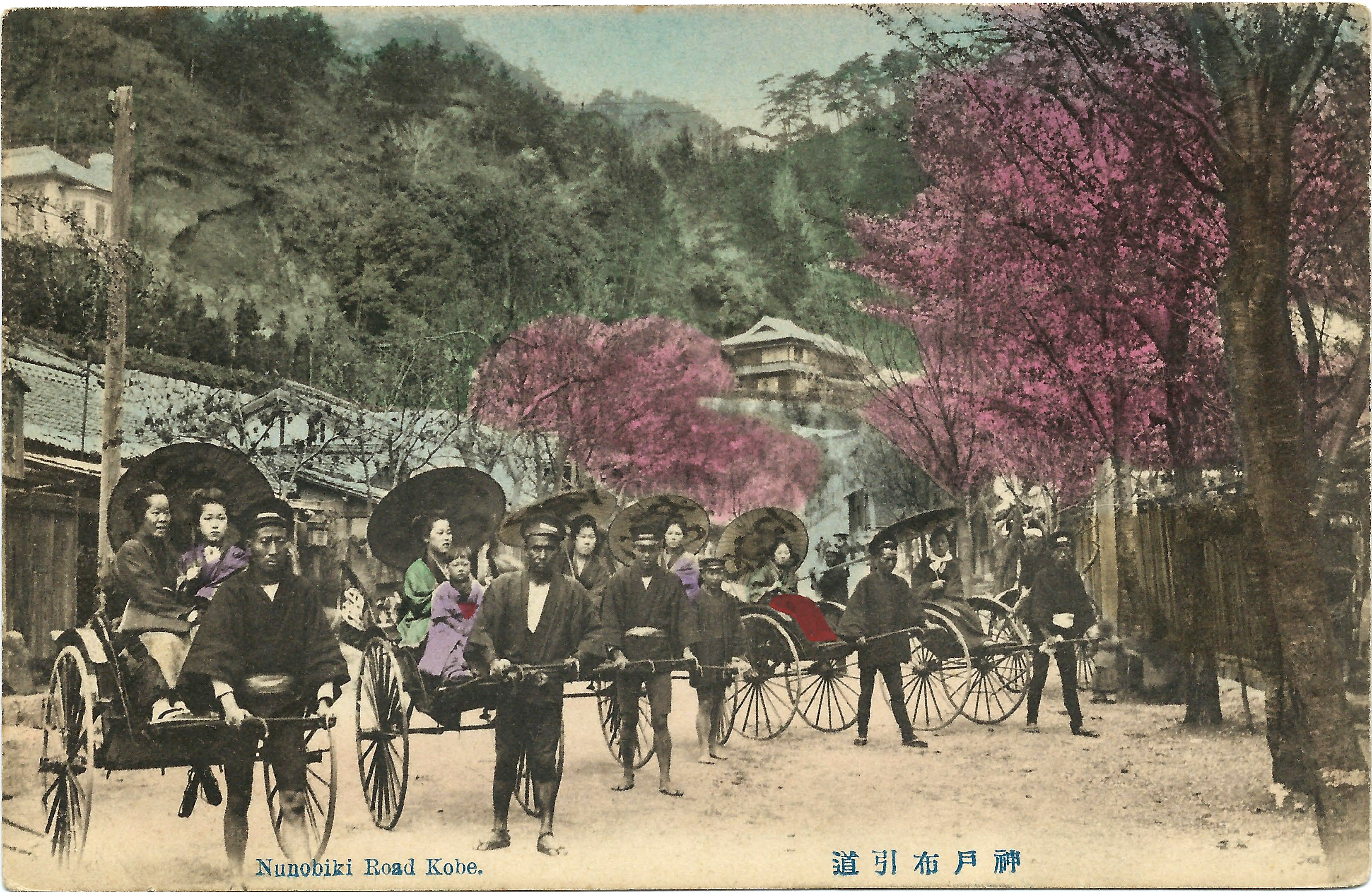
布引温泉前1890年
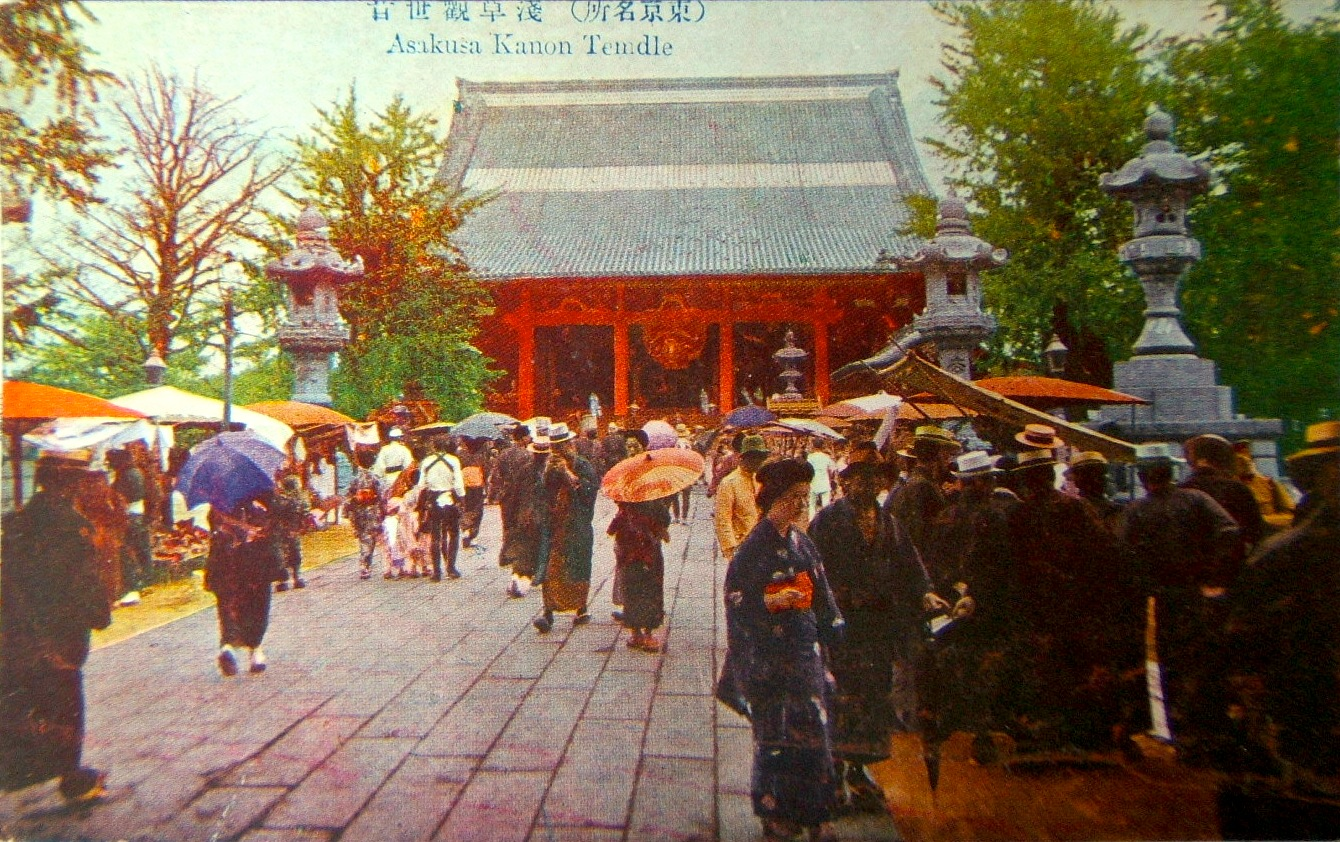
東京都浅草観世音（大正時代）
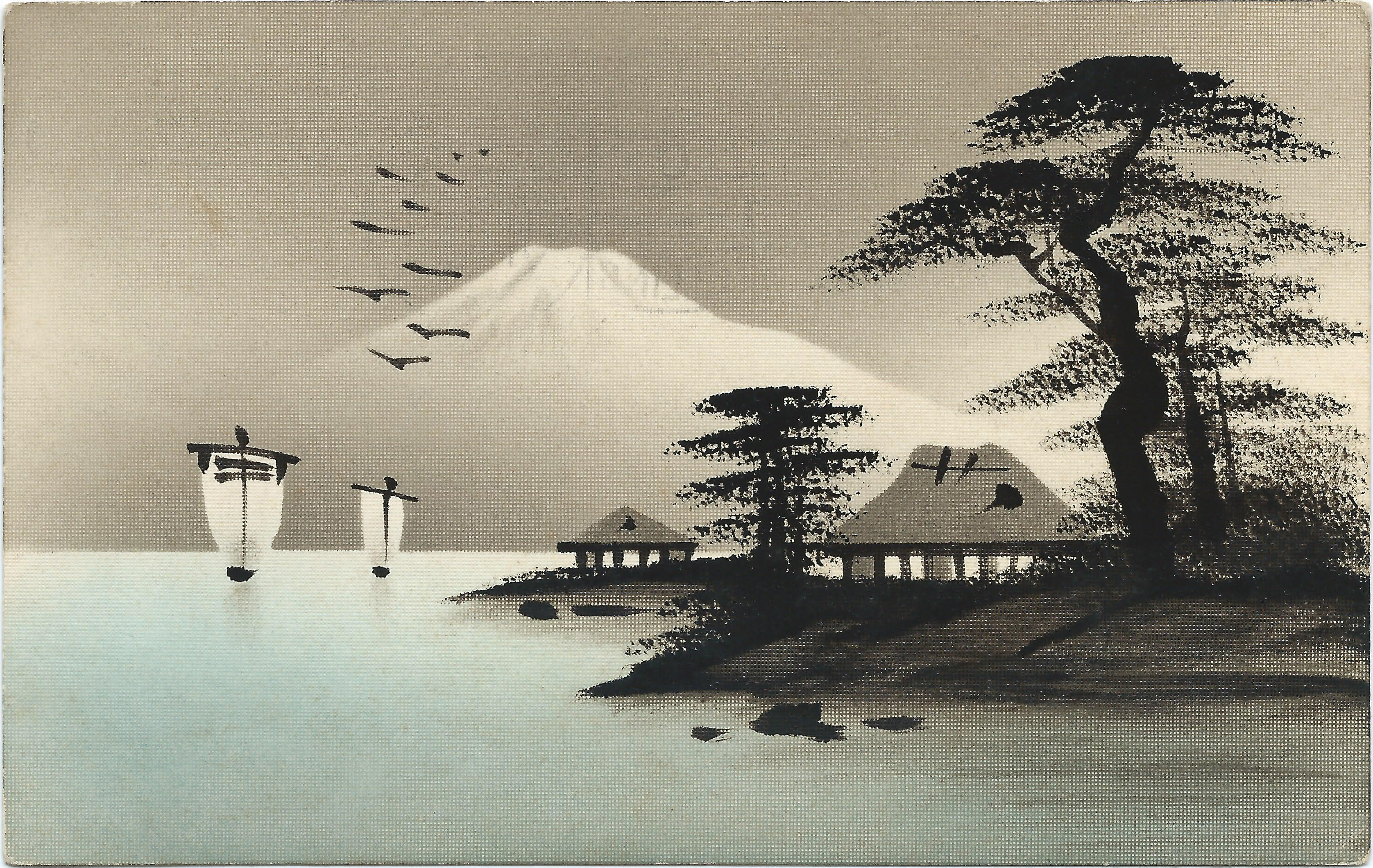
1911年
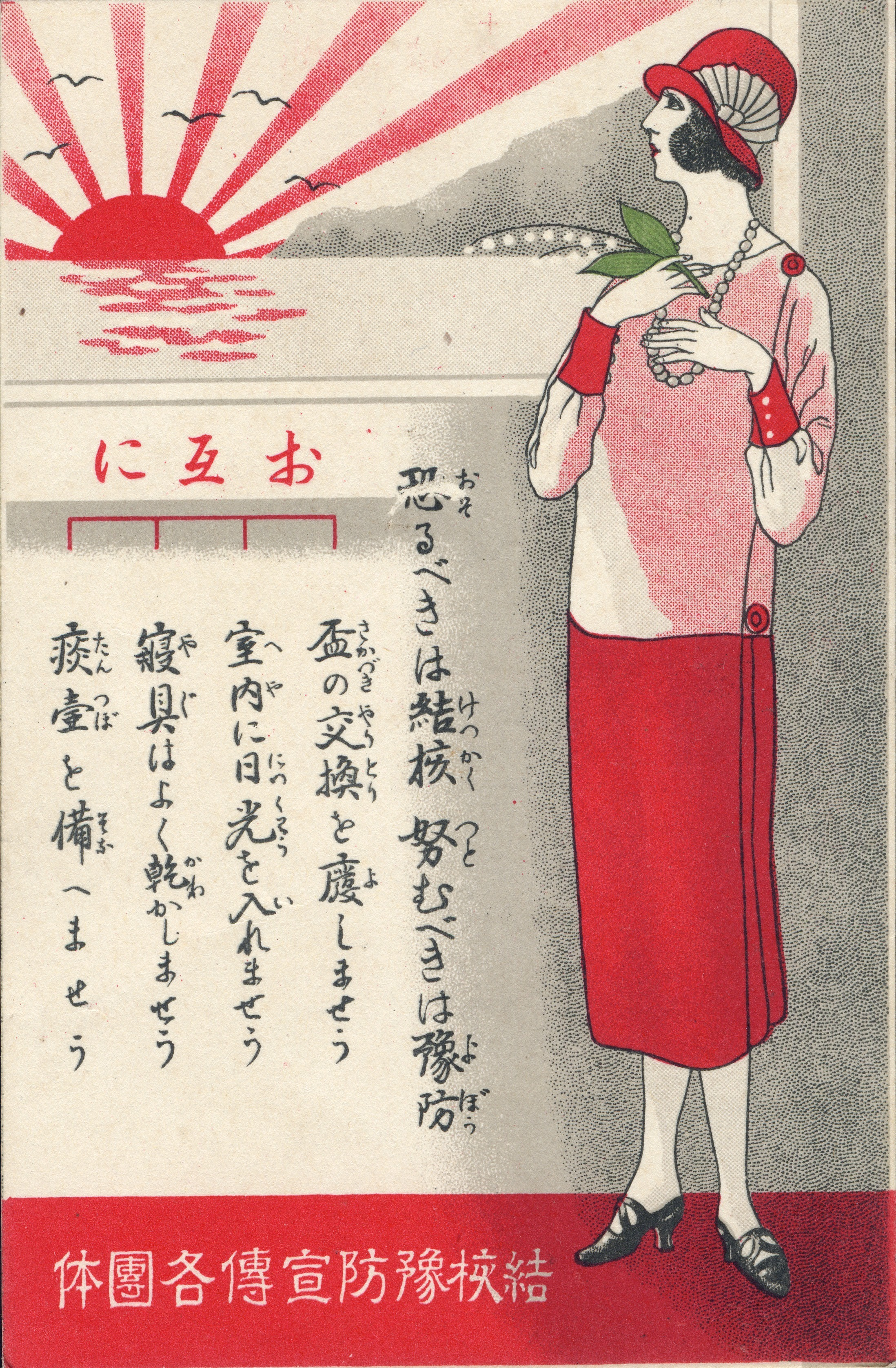
結核予防のハガキ（1925年）
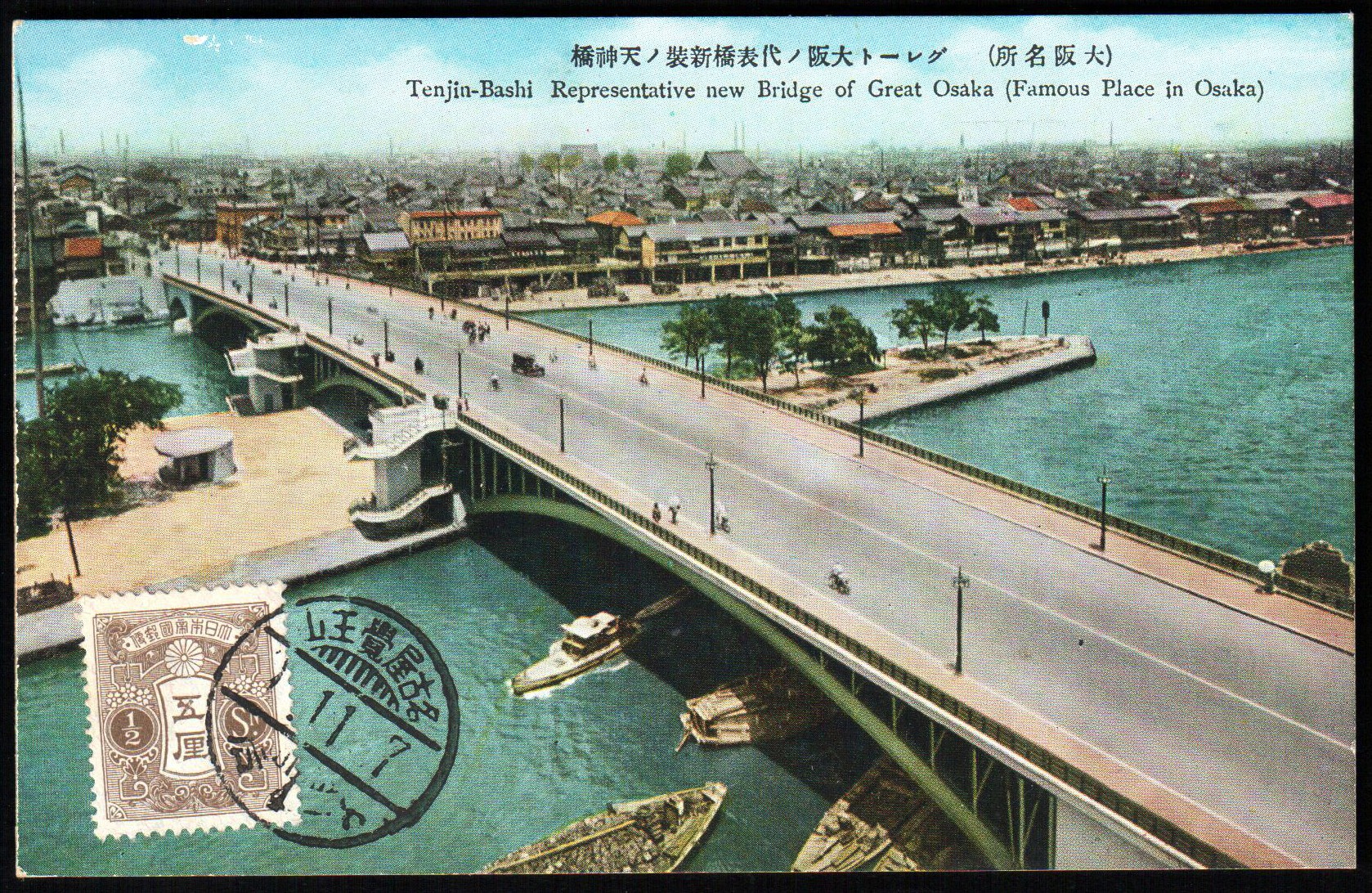
大阪市天神橋（1934年）
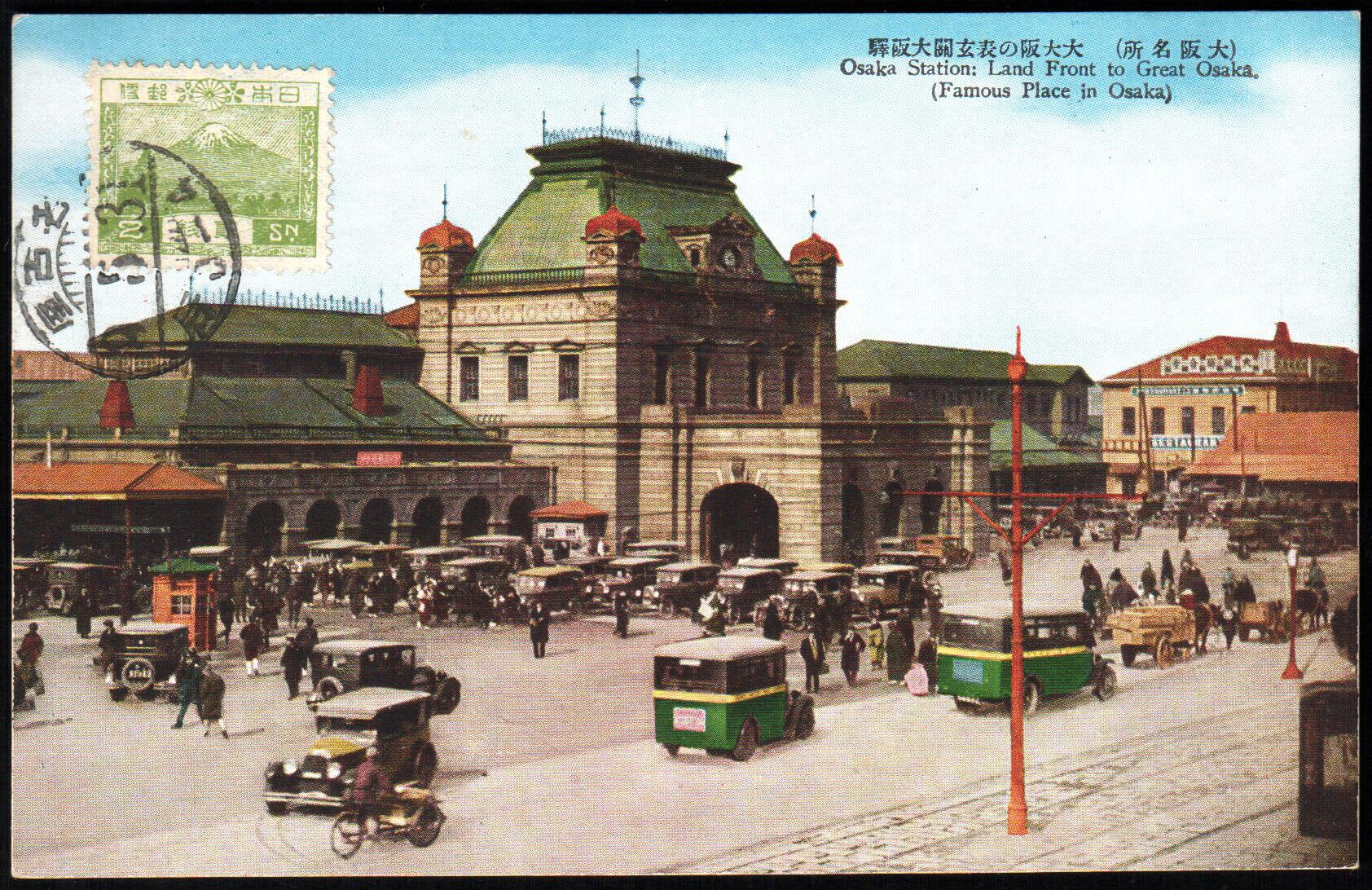
大阪駅前（二代目駅舎、正面）（1934年）

### 歴史
日本では江戸時代に全国的に諸街道が整備され、特に江戸後期には飛脚による通信網が形成され近在や遠隔地との書簡による公的・私的な情報伝達が行われていた。書簡の中には、近代以降のはがきに相当するような、書式も単純で儀礼性が薄く口頭伝達の代用手段として用いられた簡易書簡も存在した。これらは飛脚以外にも使用人や家族を介しても伝達が行われ、郵便制度の確立以前から簡易書簡による情報伝達が盛んであったとみることも可能である。こうしたことと関連づけて、後の郵便制度確立以降のヨーロッパ諸国と日本の郵便物に占めるはがきの割合を比較し、ヨーロッパ諸国が5パーセントから20パーセントの割合であるのに対し日本は40パーセントを超える高い割合であることを指摘する研究もある。
このような近代以前の通信文化を背景に、明治に入ると交通がさらに発達するとともに政府による郵便制度が開始され、当初は切手制度（すなわち料金の支払いを示す切手、宛先を記す封筒、本文を記す便箋の三点を用意して送る封書による郵便）が先にスタートするが、まもなく一枚の紙が切手、封筒、便箋の三役を兼ねる官制はがき制度が導入されると簡単な内容を手軽に伝達できることで人々の間に浸透した。また、明治33年（1900年）には私製の絵葉書の発行が許可され、一般的になった。明治後期には絵葉書が流行し、はがきは私的な通信手段のみならず時候のニュースを伝えるメディアとしても発達した。郵政民営化によって官製はがきはなくなったが、郵便はがきとして継続されている。

## 欧米におけるはがき
アメリカ合衆国やドイツなどでは「はがき」に一定の規格・様式を設けており郵便物の一つの区分になっているが、イギリス、フランス、イタリアなどでは「はがき」は通常の書状（または小型書状）と同じ扱いで別の区分にはなっていない。

### アメリカ合衆国
アメリカ合衆国ではアメリカ合衆国郵便公社（USPS）が郵便事業を行っており、はがきに区分される郵便物のサイズは15.2×10.8×0.04cmまでのものである。なお、料金設定には政府規制機関による承認を要する。

### ドイツ
ドイツでは、はがきに区分される郵便物のサイズは23.5×12.5までのもので紙の坪量が150g/m2 - 500g/m2のものである。なお、料金設定には政府規制機関による承認を要する。

## 無地はがきと絵はがき

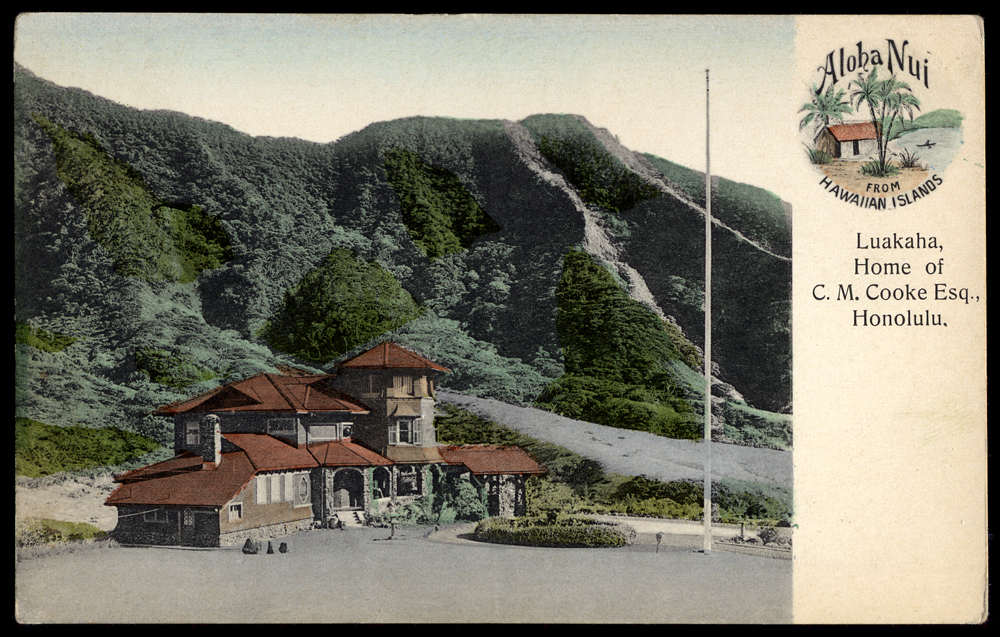
ハワイアンアロハヌイ絵葉書 c.1908

官製はがきは普通、無地であるが、罫線を印刷したものなども発行されていたことがある。また、郵政が発行した｢絵はがき｣も存在する。｢絵はがき｣は1870年ころドイツにおいて創案された。19世紀のドイツ諸国では、ある程度以上の枚数を注文した場合、予め絵柄を刷り込んだ官製はがきを作ることができた。これに対し、私製はがきは、無地のままでは、ただの規格サイズの紙片に過ぎず、商品価値が希薄なので、通常は見た目に美しい絵柄や写真等を印刷してある。このように、絵柄や写真等が印刷されているはがきを「絵はがき」「ポストカード」と呼ぶ。およそ明治20年代に日本に導入され、1904年（明治37年）ころ彩色木版による市販絵葉書が多数発行され、流行した。
絵はがきは、写真絵はがきと挿絵絵はがきに分かれ、目的に応じて、観光絵はがき、記念絵はがきなどにも分かれる。名画や肖像を絵柄にすることもあれば、挿絵画家が専門にイラストを描いて絵はがきの図柄を作成することもある。

## その他
和文通話表で、「は」を送る際に「はがきのハ」という。